# Championnat de Belgique de football 1946-1947
Navigation
Saison précédente Saison suivante
Le championnat de Belgique de football 1946-1947 est la 44e saison du championnat de première division belge. Son nom officiel est « Division d'Honneur ». 
Pour la deuxième fois consécutive, la compétition compte 19 formations. Afin de ramener le nombre de participants à 16 en vue de la saison prochaine, les cinq derniers classés sont relégués en Division 1 en fin de saison.
Ce championnat s'avère très long, non seulement en raison du grand nombre de journées prévues (36), mais aussi à cause de la rudesse de l'hiver qui interrompt la compétition durant un mois. Le verdict final est désormais historique puisque le champion est le R. SC Anderlechtois. Les « Mauves » obtiennent leur tout premier titre national en devançant de peu le surprenant Olympic.
Compte tenu qu'il est prévu de reléguer 5 clubs, la bagarre en fin de tableau fait rage jusque dans les dernières journées. À l'exception du Club Brugeois, rapidement distancé, la lutte oppose neuf clubs, soit la moitié du tableau.

## Clubs participants
Dix-neuf clubs prennent part à ce championnat, soit le même nombre que lors de l'édition précédentes. Ceux dont le matricule est mis en gras existent toujours aujourd'hui.
| #  | Nom                                       | Mat. | Ville                 | Stades                       | Entraîneur         | En D1 depuis (série) | Total en D1 | Saison précédente |
| -- | ----------------------------------------- | ---- | --------------------- | ---------------------------- | ------------------ | -------------------- | ----------- | ----------------- |
| 1  | Sportclub Eendracht Alost                 | 90   | Alost                 | Bredestraat                  | ?                  | 1941-1942(5e)        | 5e          | 9e                |
| 2  | Royal Sporting Club Anderlechtois         | 35   | Anderlecht            | Stade Émile Versé            | Martin McLaren     | 1935-1936 (9e)       | 16e         | 3e                |
| 3  | Royal Antwerp Football Club               | 1    | Anvers                | Bosuilstadion                | Gustave Pelsmaeker | 1901-1902 (38e)      | 43e         | 2e                |
| 4  | Royal Beerschot Athletic Club             | 13   | Anvers                | Kiel                         | Wilf Copping       | 1907-1908 (32e)      | 38e         | 3e                |
| 5  | Royal Berchem Sport                       | 28   | Berchem               | Het Rooi                     | ?                  | 1943-1944 (3e)       | 16e         | 7e                |
| 6  | Koninklijke Boom Football Club            | 58   | Boom                  | ?                            | ?                  | 1945-1946 (2e)       | 5e          | 11e               |
| 7  | Royal Football Club Brugeois              | 3    | Bruges                | De Klokke                    | Louis Versyp       | 1946-1947 (1re)      | 35e         | Division 1A : 1er |
| 8  | Royal Racing Club de Bruxelles            | 6    | Uccle                 | Stade du Vivier d'Oie        | ?                  | 1945-1946 (2e)       | 34e         | 4e                |
| 9  | Royal Olympic Club Charleroi              | 246  | Montignies-sur-Sambre | Stade de la Neuville         | Emerich Grunbaum   | 1937-1938 (7e)       | 7e          | 17e               |
| 10 | Royal Cercle Sportif La Forestoise        | 51   | Forest                | Stade communal               | ?                  | 1942-1943 (4e)       | 5e          | 12e               |
| 11 | Association Royale Athlétique La Gantoise | 7    | Gentbrugge            | Stade Jules Otten            | Edmond Delfour     | 1936-1937 (8e)       | 19e         | 10e               |
| 12 | Royal Football Club Liégeois              | 4    | Rocourt               | Stade Vélodrome Oscar Flesch | Antoine Bassleer   | 1945-1946 (2e)       | 19e         | 6e                |
| 13 | Royal Standard Club Liège                 | 16   | Sclessin              | Stade de Sclessin            | Marcelin Waroux    | 1921-1922 (23e)      | 28e         | 14e               |
| 14 | Koninklijke Liersche Sportkring           | 30   | Lierre                | Lispersteenweg               | George Berry       | 1927-1928 (17e)      | 17e         | 15e               |
| 15 | Koninklijke Lyra                          | 52   | Lierre                | Lyrastadion                  | ?                  | 1946-1947 (1re)      | 8e          | Division 1B : 1er |
| 16 | Royal Football Club Malinois              | 25   | Malines               | Achter de Kazerne            | ?                  | 1928-1929 (16e)      | 19e         | 1er               |
| 17 | Union Saint-Gilloise Société Royale       | 10   | Uccle                 | Stade du Parc Duden          | Paul Grumeau       | 1901-1902 (38e)      | 38e         | 8e                |
| 18 | Sint-Niklaassche Sportkring               | 221  | Saint-Nicolas         | Puyenbekestadion             | ?                  | 1945-1946 (2e)       | 2e          | 13e               |
| 19 | Royal White Star Athletic Club            | 47   | Woluwe-Saint-Lambert  | rue de Kelle                 | ?                  | 1934-1935 (9e)       | 10e         | 5e                |

### Localisation des clubs
| Anvers Lierse Lyra Boom FC Malinois Bruxelles Olympic E. Alost La Gantoise Sint-Niklaas FC Brugeois Standard CL FC Liégeois |

#### Localisation des clubs bruxellois
Les 5 cercles bruxellois sont:
(6) R. SC Anderlechtois
(7) Union SG SR
(8) R. CS La Forestoise
(10) R. Racing CB
(14) R. White Star AC

#### Localisation des clubs anversois
Les 3 cercles anversois sont :
(1) R. Antwerp FC
(2) R. Beerschot AC
 (3) R. Berchem Sport

## Déroulement de la saison

### L'Olympic s'envole en début de compétition
Sauvé de justesse la saison précédente, l'Olympic de Charleroi crée la surprise. Les « Dogues » s'installent en tête après quelques journées et disposent d'une confortable avance de 8 unités à mi-parcours. À cette époque où une victoire rapporte deux points, c'est une marge énorme.
Dans un premier temps, l'Olympic sent derrière lui le souffle du R. FC Malinois et de l'Antwerp, respectivement champion et vice-champion la saison dernière. On pense un moment que l'on va avoir un deuxième cercle wallon champion, 48 ans après le troisième sacre du Football Club Liégeois. Mais à la fin du mois de janvier 1947, la compétition est interrompue durant quatre semaines à cause de conditions climatiques très rigoureuses.

### Interruption de compétition décisive
Lorsque les rencontres reprennent début mars, l'Olympic s'incline 3-0 à Anderlecht, lequel se positionne de plus en plus en candidat au titre et va se révéler le plus dangereux rival des carolorégiens. La menace se précise pour les Olympiens, le 30 mars 1947, avec une défaite 3-1 au Standard. 
Au fil des semaines, Anderlecht grignote son retard sur un Olympic paraissant lassé, voire usé, par la longueur de la compétition. Des défaites à Berchem Sport (6-4), ou des points perdus face à La Forestoise ou contre le Racing CB (chaque fois 1-1), réduisent petit à petit l'avance de l'Olympic sur son poursuivant. Finalement, le 29 mai 1947, les anderlechtois prennent la première place au classement, avec un point de plus que les carolos.

### Anderlecht champion pour la première fois
Le suspense reste entier jusqu'à la dernière journée de compétition. Finalement, au terme d'un championnat marathon, le SC Anderlechtois enlève son premier titre national. Au soir de ce 29 juin 1947, nul ne sait encore que dans les 70 années qui suivent les « Mauves » ajouteront 33 autres couronnes à leur palmarès, alors que les « Dogues » ne connaîtront plus pareil classement. 
Pour l'anecdote signalons que, fait quasi exceptionnel, quand ce très long championnat de Belgique 46-47 se termine, le Tour de France, le premier se déroulant après la guerre, a déjà parcouru 5 de ses 21 étapes.

### Lutte acharnée pour le maintien
En cette saison de « retour à la normale », cinq clubs sont relégués afin de ramener le nombre d'équipe participantes à 16 à partir de la saison prochaine. Dans un championnat très long étalé sur dix mois, les organismes sont soumis à rude épreuve et les clubs les moins réguliers se retrouvent en queue de peloton. Tout juste revenu en Division d'Honneur cette saison, le FC Brugeois subit plusieurs larges défaites en déplacement et ne décroche que trois partages sur 19 matches à l'extérieur. Avec à peine sept victoires à domicile, le club ne peut compenser ses mauvaises performances hors de ses bases et termine bon dernier.
La lutte est plus serrée pour les quatre autres places de relégables, dans laquelle sept équipes sont engagées. Parmi elles, le Sint-Niklaassche SK est la première à lâcher prise. Enregistrant de sévères défaites en déplacement, notamment un 10-0 au FC Liégeois, le club perd le contact avec ses rivaux et est le deuxième condamné à la relégation. Le club ne reviendra au plus haut niveau que dans 38 ans.
Trois clubs bruxellois, deux anversois et un est-flandrien restent en course pour le maintien à quelques journées de la fin de la saison. Les deux équipes anversoises, le Beerschot et Boom, parviennent à s'écarter de la zone dangereuse dans le dernier tiers de la compétition. L'Union Saint-Gilloise, le club le plus titré de Belgique à l'époque, est en difficultés mais parvient finalement à se maintenir grâce à des victoires parfois très larges sur ses principaux rivaux. La capitale perd néanmoins deux clubs à la suite des relégations de La Forestoise et du White Star. Pour la première, c'est déjà un adieu définitif à la première division, un niveau que le club n'atteindra plus jamais jusqu'à sa disparition. Ils sont accompagnés en Division 1 par l'Eendracht Alost, promu juste avant la guerre.

## Résultats

### Résultats des rencontres
Avec dix-neuf clubs engagés, 342 matches sont au programme de la saison.
| Résultats (▼dom., ►ext.)                                   | AAL | AND | ANT | BEE | BER | BOO | FCB | RCB | FOR | GAN | FCL | LIE | LYR | FCM | OLY | STA | USG | NIK  | WST |
| SC Eendracht Aalst                                         |     | 1-3 | 1-3 | 4-6 | 1-2 | 4-1 | 0-0 | 2-2 | 0-3 | 2-0 | 5-3 | 0-2 | 1-1 | 3-2 | 2-3 | 4-5 | 1-1 | 1-3  | 3-2 |
| R. SC Anderlechtois                                        | 3-3 |     | 3-2 | 3-2 | 4-2 | 3-1 | 7-1 | 4-5 | 2-2 | 6-2 | 3-1 | 2-3 | 3-0 | 3-3 | 3-0 | 1-1 | 6-0 | 7-0  | 4-4 |
| R. Antwerp FC                                              | 1-1 | 2-1 |     | 2-1 | 2-1 | 5-1 | 2-1 | 2-2 | 0-1 | 1-0 | 3-0 | 1-1 | 1-4 | 1-1 | 1-3 | 3-1 | 1-2 | 2-0  | 1-2 |
| R. Beerschot AC                                            | 4-2 | 1-4 | 0-0 |     | 1-1 | 3-0 | 3-2 | 1-1 | 3-0 | 1-2 | 0-1 | 3-5 | 5-0 | 0-3 | 2-0 | 4-1 | 1-4 | 1-0  | 2-0 |
| R. Berchem Sport                                           | 2-1 | 0-4 | 5-1 | 3-2 |     | 4-0 | 5-0 | 3-2 | 0-0 | 7-1 | 2-1 | 5-3 | 2-6 | 1-1 | 6-4 | 4-3 | 4-2 | 3-1  | 1-2 |
| K. Boom FC                                                 | 6-0 | 3-2 | 1-1 | 0-2 | 0-4 |     | 6-1 | 0-1 | 2-2 | 1-3 | 1-0 | 0-1 | 1-0 | 1-1 | 0-0 | 3-2 | 3-0 | 1-2  | 2-1 |
| R. FC Brugeois                                             | 1-1 | 1-2 | 1-5 | 2-0 | 2-3 | 2-4 |     | 3-2 | 4-1 | 1-0 | 1-5 | 6-0 | 4-1 | 2-0 | 0-0 | 0-0 | 4-4 | 0-3  | 3-3 |
| R. Racing CB                                               | 3-5 | 0-0 | 4-3 | 2-2 | 4-4 | 4-0 | 1-0 |     | 3-2 | 1-0 | 2-2 | 6-2 | 1-0 | 1-1 | 3-2 | 2-2 | 0-2 | 3-1  | 1-3 |
| R. CS La Forestoise                                        | 1-0 | 1-4 | 1-3 | 1-0 | 5-1 | 1-0 | 1-1 | 1-3 |     | 5-3 | 3-0 | 3-4 | 0-0 | 2-2 | 1-1 | 3-1 | 4-2 | 1-3  | 0-2 |
| ARA La Gantoise                                            | 3-2 | 0-4 | 0-2 | 3-2 | 4-0 | 2-1 | 1-1 | 3-3 | 3-1 |     | 2-1 | 0-0 | 2-1 | 2-2 | 1-1 | 4-0 | 5-1 | 2-1  | 6-1 |
| R. FC Liégeois                                             | 3-2 | 2-1 | 3-1 | 2-4 | 1-1 | 3-0 | 6-3 | 0-2 | 3-1 | 2-1 |     | 6-1 | 3-1 | 5-0 | 0-1 | 2-1 | 6-3 | 10-0 | 8-1 |
| K. Liersche SK                                             | 1-1 | 1-2 | 0-3 | 1-2 | 3-3 | 2-2 | 3-1 | 3-3 | 2-2 | 5-1 | 6-1 |     | 2-5 | 1-5 | 2-1 | 2-2 | 6-2 | 8-0  | 3-2 |
| K. Lyra                                                    | 2-0 | 4-1 | 0-3 | 2-1 | 2-2 | 0-2 | 2-1 | 2-4 | 3-1 | 1-3 | 4-2 | 2-2 |     | 2-2 | 1-1 | 0-0 | 5-2 | 1-1  | 1-0 |
| FC Malinois                                                | 0-2 | 1-1 | 0-2 | 1-1 | 5-0 | 1-2 | 3-1 | 1-0 | 3-0 | 5-0 | 1-2 | 2-1 | 5-0 |     | 0-0 | 5-2 | 1-0 | 5-0  | 9-2 |
| R. Olympic CC                                              | 3-1 | 3-1 | 4-1 | 3-1 | 5-1 | 1-1 | 6-3 | 1-1 | 5-1 | 1-0 | 2-1 | 4-1 | 3-3 | 1-1 |     | 4-0 | 1-1 | 2-1  | 2-1 |
| R. Standard CL                                             | 3-5 | 1-2 | 1-3 | 1-0 | 3-2 | 3-0 | 3-0 | 3-1 | 4-2 | 5-0 | 1-4 | 4-1 | 2-2 | 0-1 | 3-1 |     | 4-3 | 3-0  | 1-1 |
| Union St-Gilloise SR                                       | 0-2 | 2-5 | 0-2 | 6-3 | 4-1 | 3-1 | 6-1 | 5-2 | 6-0 | 4-2 | 2-2 | 5-0 | 3-0 | 1-5 | 2-3 | 1-6 |     | 2-2  | 4-3 |
| Sint-Niklaassche SK                                        | 2-1 | 1-5 | 2-4 | 1-1 | 1-1 | 1-3 | 2-1 | 2-1 | 6-1 | 3-2 | 0-6 | 3-1 | 3-4 | 0-6 | 1-5 | 2-3 | 2-0 |      | 2-3 |
| White Star AC                                              | 1-2 | 3-3 | 2-2 | 2-1 | 1-3 | 1-3 | 3-1 | 1-2 | 1-1 | 1-1 | 2-1 | 0-1 | 1-2 | 3-4 | 1-1 | 1-1 | 1-1 | 2-1  |     |
| - Victoire à domicile - Match nul - Victoire à l'extérieur |     |     |     |     |     |     |     |     |     |     |     |     |     |     |     |     |     |      |     |

### Classement final
| Rang | Équipe                  | Pts | J  | G  | N  | P  | Bp  | Bc  | Diff |
| ---- | ----------------------- | --- | -- | -- | -- | -- | --- | --- | ---- |
| 1    | R. SC ANDERLECHTOIS     | 50  | 36 | 21 | 8  | 7  | 112 | 59  | +53  |
| 2    | R. Olympic CC           | 48  | 36 | 18 | 12 | 6  | 78  | 49  | +29  |
| 3    | R. FC Malinois T        | 45  | 36 | 17 | 11 | 8  | 88  | 45  | +43  |
| 4    | R. Antwerp FC           | 45  | 36 | 19 | 7  | 10 | 72  | 51  | +21  |
| 5    | R. Racing CB            | 43  | 36 | 16 | 11 | 9  | 78  | 68  | +10  |
| 6    | R. Berchem Sport        | 42  | 36 | 17 | 8  | 11 | 89  | 82  | +7   |
| 7    | R. FC Liégeois          | 41  | 36 | 19 | 3  | 14 | 98  | 64  | +34  |
| 8    | K. Lyra                 | 36  | 36 | 13 | 10 | 13 | 64  | 70  | -6   |
| 9    | R. Standard CL          | 36  | 36 | 14 | 8  | 14 | 76  | 73  | +3   |
| 10   | K. Liersche SK          | 35  | 36 | 13 | 9  | 14 | 80  | 90  | -10  |
| 11   | ARA La Gantoise         | 34  | 36 | 14 | 6  | 16 | 64  | 76  | -12  |
| 12   | R. Beerschot AC         | 32  | 36 | 13 | 6  | 17 | 66  | 65  | +1   |
| 13   | Union Saint-Gilloise SR | 32  | 36 | 13 | 6  | 17 | 86  | 95  | -9   |
| 14   | K. Boom FC              | 32  | 36 | 13 | 6  | 17 | 53  | 66  | -13  |
| 15   | R. CS La Forestoise     | 29  | 36 | 10 | 9  | 17 | 55  | 80  | -25  |
| 16   | R. White Star AC        | 28  | 36 | 9  | 10 | 17 | 60  | 84  | -24  |
| 17   | SC Eendracht Aalst      | 28  | 36 | 10 | 8  | 18 | 66  | 81  | -15  |
| 18   | Sint-Niklaassche SK     | 26  | 36 | 11 | 4  | 21 | 53  | 102 | -49  |
| 19   | R. FC Brugeois          | 22  | 36 | 7  | 8  | 21 | 56  | 94  | -38  |

Légende
- Champion de Belgique 1947
- Club relégué pour la saison suivante

Abréviations
T : Tenant du titre 1946

 : club promu de Division 1 depuis la saison précédente

### Meilleur buteur
Jef Mermans (R. SC Anderlechois), avec 39 buts. Il est le 29e joueur belge à se classer meilleur buteur de l'élite belge.

#### Classement des buteurs
Le tableau ci-dessous reprend les onze meilleurs buteurs du championnat.
| #   | Pays | Joueur                | Club                      | Buts | Matches joués |
| --- | ---- | --------------------- | ------------------------- | ---- | ------------- |
| 1.  |      | Jef Mermans           | R. SC Anderlechtois       | 39   | 34            |
| 2.  |      | Paul Deschamps        | R. FC Liégeois            | 37   | 32            |
| 3.  |      | Albert De Cleyn       | R. FC Malinois            | 31   | 36            |
| 4.  |      | Jan Goossens          | Olympic Club de Charleroi | 26   | 35            |
| =.  |      | Henri Govard          | R. FC Liégeois            | 26   | 36            |
| =.  |      | Karel Voogt           | SC Eendracht Alost        | 26   | 36            |
| 7.  |      | René Geuns            | R. Antwerp FC             | 25   | 29            |
| =.  |      | Arsène Vaillant       | R. White Star AC          | 25   | 31            |
| =.  |      | Lodewijk Diricx       | Union Saint-Gilloise SR   | 25   | 35            |
| 10. |      | Gustaaf Van Den Bergh | Lyra KM                   | 24   | 25            |
| =.  |      | Arthur Ceuleers       | R. Racing CB              | 24   | 36            |

## Récapitulatif de la saison
- Champion : R. SC Anderlechtois (1er titre)
- Onzième champion de Belgique différent
- Quatrième club bruxellois différent champion de Belgique
- Vingt-troisième titre pour la province de Brabant.

| Région flamande (11)            | Région flamande (11) | Province de Brabant (5)      | Province de Brabant (5) | Région wallonne (3)    | Région wallonne (3) |
| ------------------------------- | -------------------- | ---------------------------- | ----------------------- | ---------------------- | ------------------- |
| Province d'Anvers               | 7                    | Région de Bruxelles-Capitale | 5                       | Province de Hainaut    | 1                   |
| Province de Flandre-Occidentale | 1                    | Province du Brabant flamand  | 0                       | Province de Liège      | 2                   |
| Province de Flandre-Orientale   | 3                    | Province du Brabant wallon   | 0                       | Province de Luxembourg | 0                   |
| Province de Limbourg            | 0                    |                              |                         | Province de Namur      | 0                   |

1. ↑  Au niveau footballistique, la province de Brabant est toujours unitaire malgré sa partition territoriale en 1995.

### Admission et relégation
Pour rétablir des séries de seize équipes en vue de la saison suivante, cinq clubs sont relégués en Division 1. Les malheureux élus sont l'Eendracht Alost, le Football Club Brugeois, La Forestoise, le Sint-Niklaassche SK et le White Star. Seul le FC Brugeois reviendra rapidement parmi l'élite. Alost devra patienter treize ans, le White Star dix-huit ans, Sint-Niklaasse 37 ans, quant à La Forestoise, le club ne rejouera jamais au plus haut niveau.
Deux clubs sont promus depuis le niveau inférieur, Uccle Sport, qui effectue son retour depuis sa relégation en 1923, et le Sporting de Charleroi, promu pour la première fois de son Histoire en Division d'Honneur. 
Cela ramène le nombre de clubs à seize, un nombre qui devient la norme dans la composition des séries du football belge. L'élite belge va se jouer à 16 participants jusqu'à la fin de la saison 1973-1974.

### Bilan de la saison
| Championnat de Belgique de football 1946-1947 |                                 |
| Champion                                      | R. SC Anderlechtois (1er titre) |
| Dauphin                                       | R. Olympic CC                   |
| Promotions et relégations                     |                                 |
| Promus en Division d'Honneur                  | R. Uccle Sport                  |
| Promus en Division d'Honneur                  | R. Charleroi SC                 |
| Relégués en Division 1                        | R. CS La Forestoise.            |
| Relégués en Division 1                        | R. White Star AC                |
| Relégués en Division 1                        | SC Eendracht Alost              |
| Relégués en Division 1                        | Sint-Niklaassche SK             |
| Relégués en Division 1                        | R. FC Brugeois                  |